# Atlantische Hurrikansaisons 1492–1600
Für die Hurrikansaisons 1492–1600 liegen nicht für jeden aufgetretenen Sturm Daten vor.  Einige Teile der Küstenlinie wären aber schon damals bevölkert genug, um Daten über einzelne Hurrikanereignisse aufzuzeichnen. Jede Saison war ein andauerndes Ereignis im jährlichen Zyklus der Bildung von Tropischen Wirbelstürmen im atlantischen Becken. Die meisten Bildungen von Tropischen Wirbelstürme ereignen sich zwischen dem 1. Juni und dem 30. November.
Daten für die Zeit vor der Ankunft der Europäer im Jahre 1492 sind nicht verfügbar, weil schriftliche Aufzeichnungen solcher Wetterereignisse in der präkolumbischen Ära nicht existierten und die Überlieferungen, die existiert haben könnten, seit langem verloren sind. Trotzdem haben Studien von Sedimentablagerungen in Florida enthüllt, dass schwere Hurrikane die Region schon vor tausenden Jahren trafen. Selbst Daten aus den frühen Jahren der kolumbischen Ära sind zweifelhaft, weil die Unterscheidung zwischen einem tropischen Wirbelsturm und einem außertropischen Komplex von den Wissenschaftlern und Seglern der Renaissance nicht vorgenommen wurden. Hinzu kommt, dass die europäische Eroberung und Kolonialisierung der Region, die von Hurrikanen in Mitleidenschaft gezogen wird, nicht vor der Mitte des 16. Jahrhunderts begann und somit die Küste zu lückenhaft besiedelt war, um vollständig unter Beobachtung der Geschichtsschreibung zu stehen.

## Stürme
| Jahr | Ort                                                  | Datum             | Todesfälle                             | Schaden/Bemerkungen |
| ---- | ---------------------------------------------------- | ----------------- | -------------------------------------- | --- |
| 1494 | Hispaniola                                           | 16. Juni          | n.v.                                   | Möglicher Hurrikan; könnte der erste Hurrikan der westlichen Hemisphäre sein, der von Europäern beobachtet und registriert wurde.                                                               |
| 1495 | Westindische Inseln                                  | n.v.              | n.v.                                   | 3 Schiffe gesunken, frühester definitiver Bericht eines Hurrikans, kam von Christoph Kolumbus: „Nichts als der Dienst Gottes und die Größe der Monarchie würden mich solcher Gefahr aussetzen.“ |
| 1500 | Bahamas                                              | Juli              | n.v.                                   | 2 Schiffe zerstört |
| 1502 | Hispaniola                                           | 1. Juli           | n.v.                                   | 20 Schiffe, alle an Bord getötet |
| 1502 | im Meer, Hispaniola, heutige Dominikanische Republik | 11. Juli          | 500                                    | n.v. |
| 1502 | Honduras                                             | 16. September     | n.v.                                   | 1 Schiff gesunken, alle an Bord getötet |
| 1504 | Nordküste von Kolumbien                              | n.v.              | 175                                    | n.v. |
| 1508 | Hispaniola (heutige Dominikanische Republik)         | 12. August        | n.v.                                   | Tötete die gesamte Bevölkerung von Buenaventura |
| 1509 | Santo Domingo                                        | 29. Juli          | n.v.                                   | Mäßiger Schaden |
| 1515 | Puerto Rico                                          | Juli              | Tod vieler Indianer                    | n.v. |
| 1519 | Jamaika                                              | n.v.              | n.v.                                   | Schiff gesunken, 18 Seeleute überlebten |
| 1523 | Florida Westküste                                    | n.v.              | n.v.                                   | Zwei Schiffe und deren Mannschaft vermisst |
| 1524 | Kuba                                                 | Oktober           | 73                                     | n.v. |
| 1525 | Westkuba                                             | Ende Oktober      | 73                                     | n.v. |
| 1526 | Wilmington, North Carolina                           | Juni              | n.v.                                   | 1 spanisches Schiff vermisst |
| 1527 | Westkuba                                             | Oktober           | 70                                     | Einzelne Fluten |
| 1527 | nahe der Mündung des Mississippi                     | 23. Oktober       | unbekannt                              | möglicherweise mit vorhergehendem Sturm verbunden; Boote unter Panifo de Narvaez wie Holz in die Luft geschleudert                                                                              |
| 1527 | Obere Küste von Texas                                | November          | 200                                    | Einer von nur zwei Hurrikanen in Texas im November, Handelsflotte zerstört |
| 1530 | Puerto Rico                                          | 31. August        | „Unzählige Todesfälle durch Ertrinken“ | n.v. |
| 1533 | Puerto Rico                                          | n.v.              | viele getötete Sklaven                 | Möglicherweise 3 Hurrikane |
| 1537 | Puerto Rico                                          | n.v.              | viele ertrunkene Sklaven               | n.v. |
| 1537 | Nordwestkuba                                         | n.v.              | n.v.                                   | Zwei Schiffe vermisst |
| 1545 | Dominikanische Republik                              | 20. August        | Viele                                  | n.v. |
| 1545 | Mexiko                                               | n.v.              | n.v.                                   | Ein Schiff vermisst |
| 1550 | Florida Keys                                         | n.v.              | n.v.                                   | Ein Schiff nahe Havanna vermisst |
| 1551 | Golf von Honduras                                    | n.v.              | Viele                                  | Ein Schiff gesunken, alle ertrunken |
| 1553 | Westflorida                                          | n.v.              | 700                                    | n.v. |
| 1553 | Texas                                                | n.v.              | Viele Ertrunkene                       | Sechzehn Schiffe vermisst |
| 1554 | Kuba                                                 | November          | n.v.                                   | Ein Schiff gesunken |
| 1554 | Südtexas                                             | n.v.              | n.v.                                   | Drei Schiffe vermisst |
| 1559 | Westflorida                                          | 20. August        | 500                                    | n.v. |
| 1565 | Im Meer vor Ostflorida                               | 22. September     | n.v.                                   | Französische Schiffe auf See vermisst |
| 1566 | Ostflorida                                           | 13. September     | n.v.                                   | n.v. |
| 1566 | Im Meer vor Ostflorida                               | 24. September     | n.v.                                   | n.v. |
| 1566 | Golf von Mexiko                                      | n.v.              | 5+                                     | Vier Schiffe zerstört |
| 1567 | Nahe Dominica                                        | n.v.              | n.v.                                   | Sechs Schiffe zerstört |
| 1571 | St. Augustine, Florida                               | n.v.              | n.v.                                   | Starke Flut, zwei Schiffe vermisst |
| 1579 | Atlantischer Ozean                                   | n.v.              | n.v.                                   | 600 t schweres Schiff Almiraten der spanischen Armada sank |
| 1586 | Roanoke                                              | 23. Juni–26. Juni | n.v.                                   | Erster von vielen Stürmen, der die erste koloniale Siedlung traf |
| 1586 | Bahamas                                              | n.v.              | n.v.                                   | Neun Schiffe vermisst, möglicherweise mit oberem Sturm zusammenhängend |
| 1588 | Roanoke                                              | n.v.              | 116                                    | Dritter von vier Hurrikans, die das Gebiet in fünf Jahren trafen. |
| 1589 | Bahamas                                              | 9. September      | n.v.                                   | vier Schiffe gesunken |
| 1590 | Golf von Mexiko                                      | „Früh 1590“       | 1000                                   | n.v. |
| 1591 | Atlantischer Ozean                                   | 10. August        | 501                                    | Wellen und Regen, zwanzig Schiffe vermisst |
| 1594 | Karibik                                              | n.v.              | n.v.                                   | ein Schiff vermisst |
| 1600 | Auf See Mexiko                                       | 12. September     | 60                                     | n.v. |
| 1600 | Auf See Mexiko                                       | 26. September     | 150–250                                | n.v. |